# Yasushi Matsumoto
Yasushi Matsumoto (født 17. juni 1969) er en tidligere japansk fodboldspiller.
Han har spillet for flere forskellige klubber i sin karriere, herunder Urawa Reds.